# Domingos Lam Ka Tseung
Domingos Lam Ka Tseung (chiń. 林家駿, ur. 9 kwietnia 1928 w Hongkongu, zm. 27 lipca 2009) – hongkoński duchowny katolicki, biskup Makau w latach 1988-2003.

## Życiorys
27 grudnia 1953 otrzymał święcenia kapłańskie.
26 maja 1987 został mianowany przez Jana Pawła II biskupem koadiutorem Makau. Sakry biskupiej 8 września 1987 udzielił mu ówczesny biskup Makau Arquimínio Rodrigues da Costa. W dniu 6 października 1988 roku został mianowany biskupem tej diecezji. W dniu 30 czerwca 2003 został odwołany z funkcji biskupa, ze względu na osiągnięcie wieku emerytalnego.